# Villa Rinaldi Fantappiè
Villa Rinaldi Fantappiè si trova in via di San Martino alla Palma, precisamente volgendo a sinistra dall'incrocio con via di Triozzi, frazione di Scandicci.

## Storia
La villa è situata in una zona costellata da numerose ville, molto antiche, scendendo da San Martino alla Palma, il Carocci la nomina “La torre” ma attualmente è nota a tutti come “Villa  Rinaldi Fantappiè”. La villa ha svariati proprietari tra i quali Frescobaldi, Federighi, Assirelli, nuovamente Frescobaldi nel 1716, più tardi viene venduta ai Sereni, poi ai Ricci e per eredità passò agli attuali proprietari(discendenti Ricci).

## Descrizione
La villa è visibile grazie alla cappella disposta obliquamente rispetto al tracciato viario. Si tratta di uno degli elementi più interessanti del complesso. Superato il pittoresco cancello liberty si entra in un vialetto dove troviamo la villa sulla parte sinistra. L'edificio è di piccole dimensioni e di origine cinquecentesca, ma quasi completamente ristrutturato nel Novecento. Sulla villa si impone una torre merlata, forse resto di una precedente casa-torre e restaurata secondo gusto NeoMedievale.
La cappella già citata è dedicata al transito di san Giuseppe, ora sconsacrata.